# شبكة الأقصى الإعلامية
شبكة الأقصى الإعلامية شبكة إعلامية فلسطينية مقرها الرئيسي في قطاع غزة، تضم عدة وسائل إعلامية مختلفة، وهي قناة الأقصى الفضائية ، ومرئية الأقصى (الأرضية)، وإذاعة صوت الأقصى، ومدينة أصداء للإنتاج الفنى والإعلامي، و وكالة شهاب للأنباء. تابعة بمجملها لحركة المقاومة الإسلامية (حماس).

## الاحتلال الصهيوني يقصف مقراتها
أغار الطيران الحربي الإسرائيلي فجر الثلاثاء 29/07/2014 على مؤسسات شبكة الأقصى الإعلامية في غزة. فشنت الطائرات الحربية الإسرائيلية غارة على مقر فضائية الأقصى في حي النصر بمدينة غزة دون وقوع إصابات. واغار الطيران على مقر فضائية الاقصى في حي الشيخ رضوان.وقصف مقر مرئية وإذاعة الأقصى في برج الشروق في حي الرمال مما أدى إلى توقف الإذاعة.
استهدف الطيران الحربي مقر إذاعة الأقصى بجوار دوار أبو علبة في حي الشيخ رضوان بغزة.

## قالوا عنها
وقالت كتلة الصحفي أن شبكة الأقصى الإعلامية (الفضائية والإذاعة والمرئية) في الحرب على غزة 2014 «قامت بتأدية دورا مركزيا في إدارة المعركة الإعلامية أمام أكاذيب الاحتلال إلى جانب باقي الفضائيات والمؤسسات الإعلامية المختلفة التي لم تهدأ وهي تقوم بدورها في التصدي للهجمة الصهيونية المركبة وبكافة أنواعها في قطاع غزة».